# Zosima Solovecký
Zosima Solovecký (rusky Зосима Соловецкий, † 1478) je světec (přepodobný) Ruské pravoslavné církve, spolu s Germanem a Savvatijem Soloveckými jeden ze zakladatelů Soloveckého kláštera a jeho první představený. Je uctíván také řeckou ortodoxní církví.

## Život
Narodil se ve vesnici Tolvuja v Novgorodské republice na břehu Oněžského jezera (podle některých legend možná také ve vesnici Šuňge v Karélii). U ústí řeky Sumy do Bílého moře potkal mnicha Germana, který žil na Soloveckém ostrově se svatým Savvatijem. Roku 1436 společně dopluli na ostrov, kde si zbudovali dřevěnou celu. Legendy popisují, že Zosimu zde napadali běsi, kteří se mu zjevovali v podobě hadů, ještěrek a škorpionů. Brzy k Zosimovi začali přicházet učedníci (mnich Feodosij a rybář Marek, který přijal řádové jméno Makarij) a postavili chrám Proměnění Páně.
Okolo Zosimy se tak nakonec shromáždilo 22 bratří, kteří dali základ novému klášteru. Prvním představeným jmenoval biskup velikonovgorodský a pskovský Jonáš arcibiskupa Pavla, dalším byl Feodosij a až po nich zvolili bratři představeným Zosimu. Ten dal stavět chrám Zesnutí přesvaté Bohorodice s jídelnou. V létě však došlo k požáru, neboť se stavitelé pokoušeli dýmem zahnat trýznivé komáry. Zosima to ovšem nepokládal za špatné znamení, nýbrž za ďábelské úklady, nařídil tedy dostavbu svatostánku.

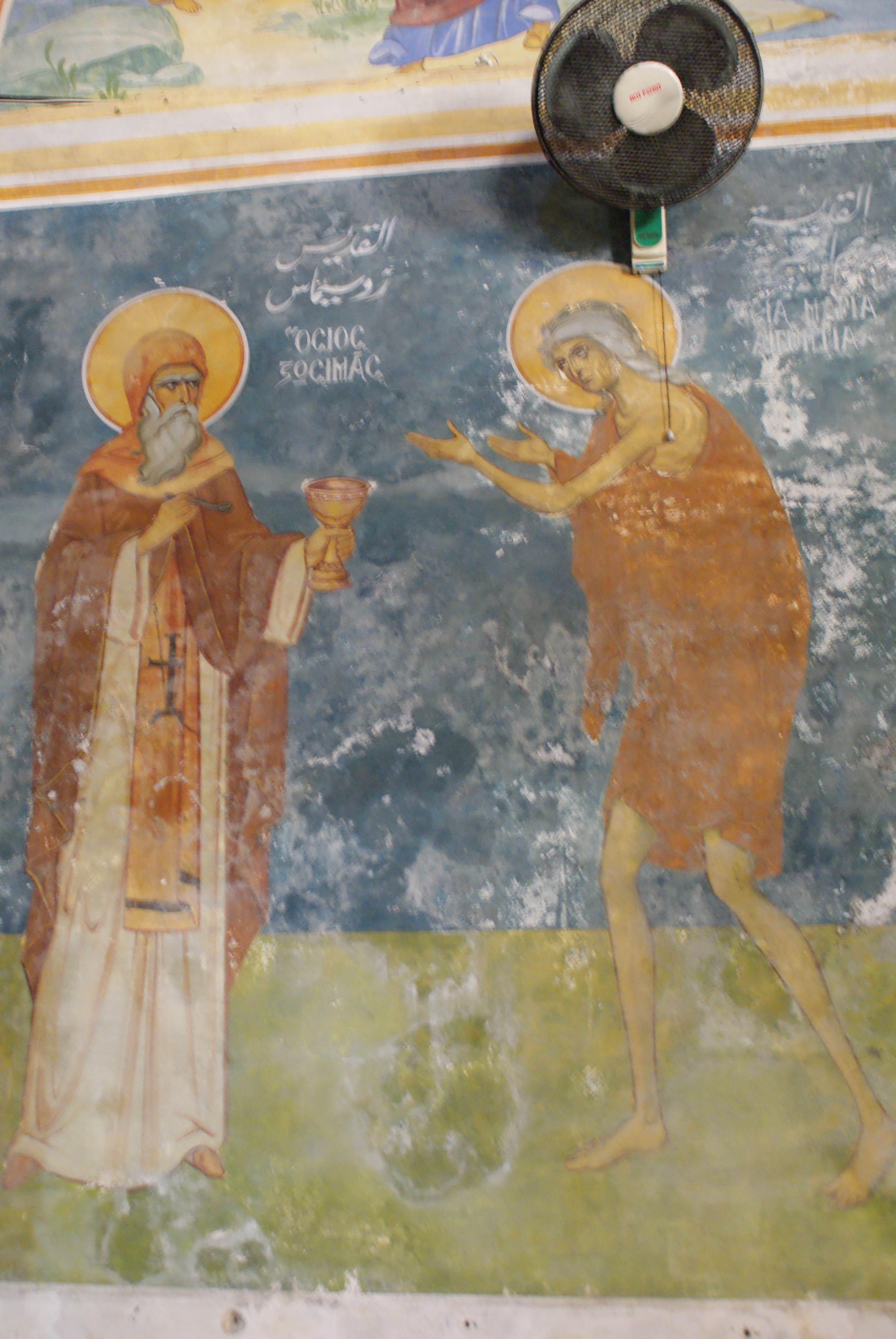
Zosima a Savvatij na fresce v chrámě Archanděla Gabriela v Betlémě, po r. 1756

Roku 1465 přenesl Zosima ostatky svatého Savvatije od řeky Vyg do svého kláštera. V Novgorodu se mu údajně podařilo získat pro klášter právo na ostrovy Solovecký, Anzerský a Velká Muksalma. Někteří badatelé se však domnívají, že se jednalo o pozdější padělek mnichů soloveckého kláštera.
Zosima zemřel roku 1478. Kanonizován byl na sněmu ruských biskupů roku 1547 a tehdy také vznikla zvláštní modlitba k Zosimovi. 8. srpna 1566 přenesli jeho ostatky do přídělku chrámu Zesnutí přesvaté Bohorodice. První legenda o svatých Zosimovi a Savvatijovi byla sepsána představeným Dosifejem částečně na základě jeho vlastních zážitků, částečně podle výpovědi Germana Soloveckého.  Literárně potom jeho legendu zpracoval kyjevský metropolita Spiridon roku 1503 a v této podobě byla šířena dále.
Když došlo v Soloveckém klášteře v letech 1657-1676 k povstání proti reformám patriarchy Nikona, uctívání svatých Zosimy a Savvatije se rozšířilo mezi starověrci.